# Chromofor

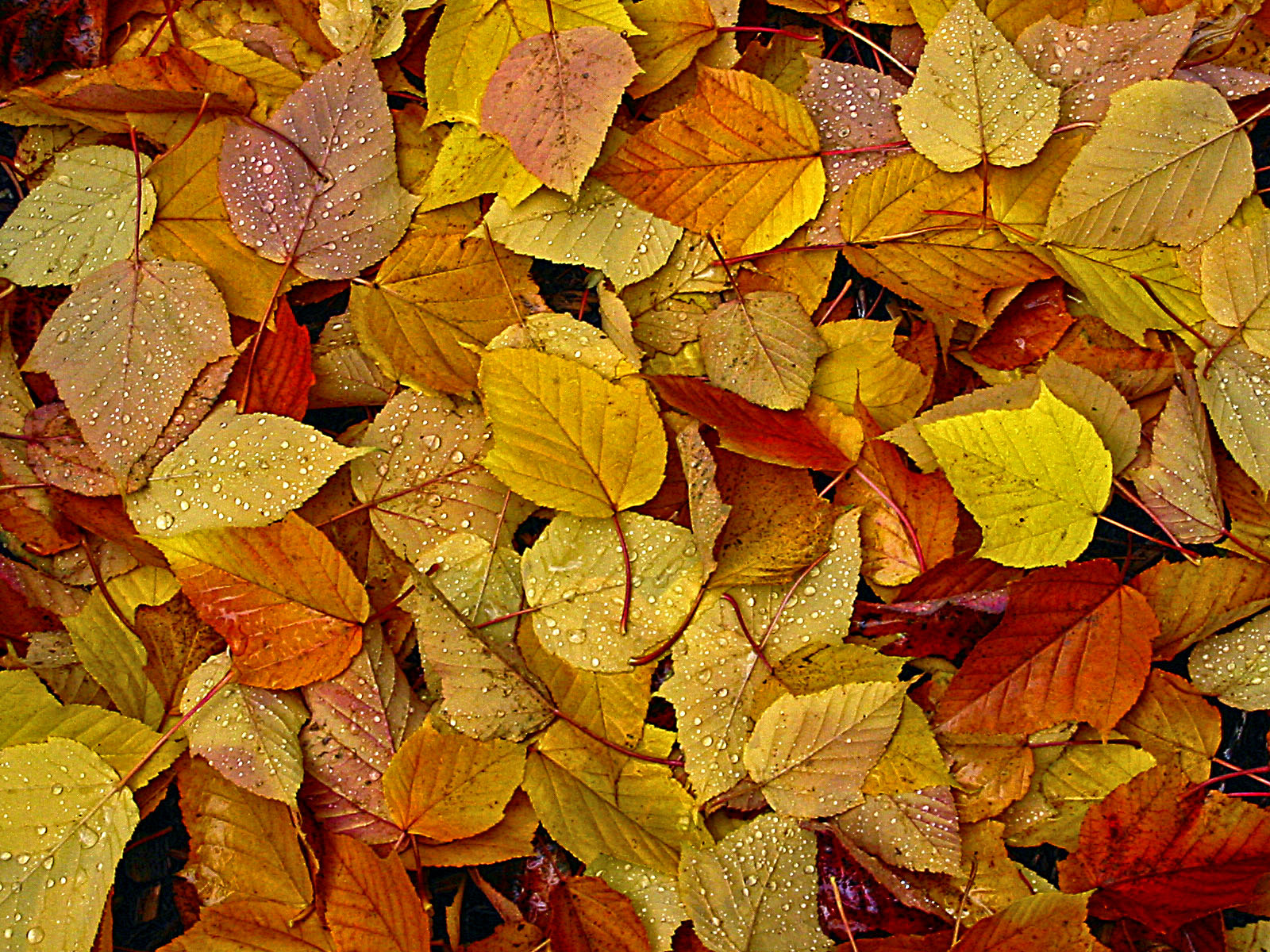
Listy na podzim mění barvu, protože se jejich chromofory (molekuly chlorofylů) rozkládají a přestávají pohlcovat červené a modré světlo.

Zelené zbarvení rostlin je způsobováno tím, že chlorofyl pohlcuje převážně modré a červené světlo, a zelené, které se odráží od struktur jako jsou buněčné stěny, je pohlcováno méně.

Jedenáct konjugovaných dvojných vazeb vytvářejících chromofor β-karotenu, zvýrazněných červeně

Chromofor je část molekuly způsobující zbarvení příslušné sloučeniny.
Barvu viditelnou lidským zrakem vytváří viditelné záření o vlnových délkách, které nejsou absorbovány. V chromoforu je rozdíl energetických hladin mezi dvěma molekulovými orbitaly takový, že může nastat excitace elektronů viditelným světlem. V biomolekulách sloužících k pohlcování nebo detekování světla chromofory vyvolávají po absorbování světla změny v konformacích.

## Konjugované pí systémy

Porfyrinové skupiny v červených krvinkách, na které se navazují železnaté ionty, zachytávající kyslík, vytvářejí v molekulách hemu chromofory zodpovědné za červenou barvu lidské krve. Hem se v těle rozkládá na biliverdin (který dává pohmožděninám jejich modrozelenou barvu), následně přeměňovaný na bilirubin.

V očích savců se vyskytuje retinal, obsahující konjugovaný chromofor. Retinal vzniká jako 11-cis-retinal, který se po zachycení fotonu (γ) o vhodné vlnové délce přemění na all-trans-retinal, který reakcí s bílkovinou opsinem v sítnici, čímž se spouští chemický signální řetězec, zodpovědný za vnímání světla mozkem.

Dva sousedící orbitaly p v molekule vytvoří vazbu pí, řetězec tří a více takových orbitalů může vytvořit konjugovaný pí systém, kde mohou elektrony zachycovat některé fotony a tento jev se poté může šířit na další orbitaly p. Obvykle platí, že čím delší takový systém je,tím delší vlnové délky je schopen zachytit; s každou další dvojnou vazbou se tak stává pravděpodobnější, že bude látka zabarvena do žluta, neboť bude systém pohlcovat více červeného a méně žlutého světla, konjugované systémy s méně než osmi konjugovanými vazbami poté absorbují téměř výhradně v ultrafialové oblasti a jsou bezbarvé (u modře a zeleně zbarvených sloučenin jejich barvy zpravidla vytvářejí jiné mechanismy).
U konjugovaných chromoforů elektrony přeskakují mezi jednotlivými energetickými hladinami v rozšířených orbitalech pí, čímž vytváří elektronová mračna podobná těm u aromatických sloučenin. Jako příklady mohou sloužit retinal (sloužící k zachycování světla v očích), potravinářská, azosloučeniny, indikátory pH, lykopen, karoteny, a antokyany. Pohlcované vlnové délky závisí na podrobnostech ve struktuře chromoforu; prodloužení konjugovaného systému způsobuje posun absorpce k vyšším vlnovým délkám. K odhadu maxima absorpce v ultrafialovo-viditelné oblasti u organických sloučenin s konjugovanými pí systémy lze použít Woodwardova–Fieserova pravidla.[zdroj?]
Chromofory se vyskytují i u komplexních sloučenin, jako jsou chlorofyly, zajišťující u rostlin fotosyntézu, a hemoglobin, sloužící u obratlovců jako krevní barvivo přenášející kyslík; u těchto dvou sloučenin je kov navázán uprostřed tetrapyrrolového kruhu, jehož konjugovaný pí systém pohlcuje světlo. Druh navázaného kovu může ovlivnit absorpční spektrum komplexu nebo jiné jeho vlastnosti, například životnost excitovaného stavu.
Tetrapyrrolová skupina díky svým konjugovaným dvojným vazbám vytváří chromofor u sloučenin jako jsou například žlutá barviva bilirubin a urobilin.

## Auxochrom
Auxochrom je skupina atomů navázaná na chromofor, která upravuje jeho schopnost pohlcovat světlo, kdy se mění vlnová délka nebo intenzita absorpce.

## Halochromie
Halochromie je jev, kdy látka mění zbarvení při změně pH. Tato vlastnost se využívá u indikátorů pH, jejichž molekulová struktura se mění po určitých změnách pH prostředí, přičemž má změna struktury vliv na chromofor; například u fenolftaleinu probíhají změny zbarvení podle pH takto:
| Struktura |                             |          |
| pH        | 0-8,2                       | 8,2-12   |
| Prostředí | kyselé nebo téměř neutrální | zásadité |
| Barva     | bezbarvá                    | růžová   |
| Vzhled    |                             |          |

Při pH 0-8 jsou všechny tři aromatické kruhy navázány na tetraedrický sp3-hybridizovaný centrální uhlík, který nevytváří vazby π na aromatických kruzích. Vzhledem k omezenému rozsahu konjugovaného systému absorbují aromatické kruhy pouze v ultrafialové oblasti a látka se tak při pH 0-8 jeví jako bezbarvá. Nárust pH nad 8,2 způsobí, že se centrální uhlík zapojí do systému dvojných vazeb, stane se sp2-hybridizovaným, čímž dojde k překryvu jeho p orbitalu s vazbami π. Trojice konjugovaných systémů na kruzích se spojí do jednoho, což umožní chromoforu absorbovat delší vlnové délky a ke vzniku růžového zbarvení.
Při vzrůstu pH nad 12 se mohou objevit další změny struktury, vedoucí k odlišným barvám.

## Absorpční oblasti běžných chromoforů
| Funkční skupina nebo sloučenina | Absorpční vlnová délka |
| ------------------------------- | ---------------------- |
| Bromfenolová modř (žlutá forma) | 591 nm                 |
| Malachitová zeleň               | 617 nm                 |
| Kyanidin                        | 545 nm                 |
| β-karoten                       | 452 nm                 |